# Гижга (приток Ульвы)
Гижга — река в России, протекает в Соликамском районе Пермского края.

## География
Устье реки находится в 26 км по левому берегу реки Ульва. Длина реки составляет 15 км. В 5,1 км от устья принимает справа приток Быжга.

## Данные водного реестра
По данным государственного водного реестра России относится к Камскому бассейновому округу, водохозяйственный участок реки — Кама от водомерного поста у села Бондюг до города Березники, речной подбассейн реки — бассейны притоков Камы до впадения Белой. Речной бассейн реки — Кама.
Код объекта в государственном водном реестре — 10010100212111100003986.